# Red Tour
'Red Tour' bila je treća koncertna turneja američke pjevačice Taylor Swift. Pokrenuta je u svrhu promocije Swiftinog četvrtog studijskog albuma Red (2012.), turneja je započela 13. ožujka 2013. u Omahi, Nebraska, a završila je 12. lipnja 2014. u Singapuru.

## Pozadina
25. listopada 2012. godine Swift je najavila da će početkom 2013. godine započeti sa sjevernoameričkom turnejom u svrhu promocije njenog četvrtog studijskog albuma, [Red (album Taylor Swift)].  Swift je izjavio Billboardu: "Naravno, znate da će turneja biti velika reprezentacija ovog albuma". "Ja sam tako uzbuđen da vidim kakve pjesme fanovi najviše vole."

## Predgrupe
- Ed Sheeran
- Brett Eldredge
- Florida Georgia Line
- Austin Mahone
- Joel Crouse
- Casey James
- Neon Trees
- Guy Sebastian
- The Vamps
- Andreas Bourani
- CTS
- Nicole Zefanya

## Popis pjesama
Ova set lista priakzuje popis pjesama koje su se izvodile na prvom koncertu turneje 13. ožujka 2013. u Omahi. Ne predstavlja set listu za svaki koncert.
1. "State of Grace"
2. "Holy Ground"
3. "Red"
4. "You Belong with Me"
5. "The Lucky One"
6. "Mean"
7. "Stay Stay Stay"
8. "22"
9. "White Horse"
10. "Everything Has Changed"
11. "Begin Again"
12. "Sparks Fly"
13. "I Knew You Were Trouble"
14. "All Too Well"
15. "Love Story"
16. "Treacherous"
17. "We Are Never Ever Getting Back Together"